# Hector Thys
Hector Thys, né à Saint-Josse-ten-Noode le 26 octobre 1864 et mort après 1915, est un peintre et dessinateur de paysages, de natures mortes, de figures et de marines. Il est aussi verrier d'art belge. Il rejoint, en 1894, le cercle artistique Pour l'art.

## Biographie

### Famille
Frédéric Robert Hector, dit Hector Thys, né à Saint-Josse-ten-Noode le 26 octobre 1864, est le fils de Frédéric Thys (1833-1899), greffier au conseil des prud'hommes de la ville de Bruxelles et membre de la Société royale linnéenne de Bruxelles, et de Claire Demol (1843), mariés à Saint-Gilles le 21 octobre 1863. Il épouse à Etterbeek, le 3 février 1904, Alice Vanderlinden (native de Hoeilaart le 1er novembre 1876).
Il est sensibilisé très jeune à l'art, au contact des artistes qui fréquentent l'atelier de son père encadreur. Son cousin est un fabricant de vitres, chez lequel, dès son enfance, il admire les combinaisons géométriques de son travail. L'envie lui vient d'essayer de peindre sur le verre et son parent lui met à disposition des carreaux de couleurs et un four, il réussit, après des essais laborieux de reproduire des vitraux. 
Sa sœur Marguerite Thys s'est mariée en 1903 avec l'artiste peintre Henri Ottevaere.

### Formation
Après ses expériences, il s'inscrit à l'âge de onze ans à l'Académie royale des beaux-arts de Bruxelles jusqu'en 1884.
Il entre comme élève dans l'atelier de Jean-François Portaels en 1885 mais doit le quitter à la mort de son père en 1888, pour reprendre l'atelier d'encadrement.
Il reçoit d'autre part les conseils de X. Mellery, C. Storm de 's Gravenzande et Eugène Smits et le 29 août 1887, il obtient le diplôme de capacité à enseigner le dessin dans la section des humanités des athénées et des collèges, délivré par le jury de l'administration de l'enseignement supérieur et moyen.

### Carrière
Il expose annuellement avec le groupe Voorwaarts de 1891 à 1893. Fasciné par les théories de J. Péladan, il devient résolument symboliste. Il participe aux salons de la Rose + Croix de 1893 à 1896. 
Dès 1894, il rejoint le cercle Pour l'Art, fondé deux ans auparavant, en même temps que son futur beau-frère le peintre Henri Ottevaere. Initialement cercle symboliste, le collectif évolue en un groupe éclectique défendant en premier lieu l'indépendance des artistes.
De 1895 à 1913 au moins, il enseigne l'archéologie à l'École normale de Bruxelles et devient membre effectif de la Société royale d'archéologie de Bruxelles à partir de 1900.
Il enseigne de 1897 à 1908 à l'école des arts décoratifs et de dessin de Molenbeek-Saint-Jean, avant de devenir directeur de l'école des arts du dessin de Saint-Josse-ten-Noode de 1908 à 1936.
Il est résidant depuis au moins 1895, rue d'Enghien no 31 à Molenbeek-Saint-Jean. 
La dernière mention retrouvée le concernant, est une dédicace écrite sur un dessin à l'antique adressée par Herman Richir en 1915.

## Œuvre
Après la période symboliste, dominée par ce qu'il appellera ultérieurement "ses grandes machines", vastes triptyques composés de figures épiques et stylisées, il subit l'influence de l'impressionnisme et devient dès lors l'interprète de la nature. Il tente alors de saisir, dans des paysages et des marines, les atmosphères changeantes. Il réalise également des portraits, dont il parvient à saisir l'âme, ainsi que des natures mortes. 
En compagnie d'Eugène Laermans, il plante volontiers son chevalet sur le site d'Osseghem, hameau, alors agreste, de Molenbeek-Saint-Jean, où il peint les ruines de l'ancien château des barons Vanderdussen et les étangs pittoresques des alentours.
Toutefois, c'est l'art de la peinture sur verre qui le passionne et qu'il apprend en l'expérimentant lui-même, s'inspirant des maîtres verriers de la Renaissance italienne, tel Guillaume de Marcillat.
- Maison communale d'Uccle : vitrail blasonné[9].

### Expositions de vitraux d'art
- Cercle Voorwaarts (III) en 1889 : Abondance[10].
- Salon de Bruxelles de 1893 : Pureté[11].
- Salon de Pour l'art de 1894 : La Beauté et Femme au paon[12].
- Exposition universelle de 1894 à Anvers : Beauté et Pureté[13].
- Salon de Pour l'art de 1895 : un vitrail d'art[14].
- Salon de La Libre Esthétique de 1895 : artiste invité pour y présenter un vitrail d'art[15].
- Salon de Pour l'art de 1897 : Le Musique, vitrail détruit après avoir été percuté par une charrette lors de son transport vers l'exposition[16].
- Salon de Pour l'art de 1898 : Prométhée (vitrail)[17].
- Salon de Pour l'art de 1902[18].
- Salon de Pour l'art de 1903 : Ars longa, vita brevis[19].
- Salon de Pour l'art de 1906[20].
- Salon de Pour l'art de 1907[21].
- Salon de Bruxelles de 1907 : Les Hélianthes (vitrail, bas de fenêtre)[22].

### Réception critique
En novembre 1899, Paul de Glines publie un article consacré à Hector Thys dans le périodique français La Revue des arts décoratifs. L'auteur y écrit : 

« En Belgique, […] parmi les peintres sur verre, Hector Thys est le plus renommé, le plus érudit et le plus capable. Il a pénétré les secrets de ces ancêtres esthétiques, il connaît les méthodes perdues. […] La qualité essentielle de Hector Thys c'est l'effort constant qu'il fait pour rendre à la vitrerie tout son caractère originaire. »